# تیموتی دینگ
تیموتی دینگ (انگلیسی: Timothée Dieng؛ زادهٔ ۹ آوریل ۱۹۹۲) بازیکن فوتبال اهل فرانسه است.
از باشگاه‌هایی که در آن بازی کرده‌است می‌توان به باشگاه فوتبال استاد برستوا ۲۹ و باشگاه فوتبال اولدهام اتلتیک اشاره کرد.